# Primera División de Chile 1937
El Campeonato Nacional de Fútbol de la Primera División de 1937 fue la quinta edición de la máxima categoría del fútbol de Chile, correspondiente a la temporada 1937.
Disputado entre el 23 de mayo y el 28 de noviembre de 1937, su organización estuvo a cargo de la Asociación de Football Profesional de Santiago, y contó con la participación de 7 equipos, todos de la ciudad de Santiago, a excepción de Santiago Wanderers de Valparaíso, el primero fuera de la capital en participar de la Primera División, aunque en condición de invitado. La competición se disputó bajo el sistema de todos contra todos, en dos ruedas.
El campeón fue Colo-Colo, que logró su primer triunfo en la primera categoría del fútbol chileno, y en calidad de invicto.

## Equipos participantes
| Equipo             | Ciudad     |
| ------------------ | ---------- |
| Audax Italiano     | Santiago   |
| Badminton          | Santiago   |
| Colo-Colo          | Santiago   |
| Magallanes         | Santiago   |
| Santiago Morning   | Santiago   |
| Santiago Wanderers | Valparaíso |
| Unión Española     | Santiago   |

## Desarrollo
Al final del campeonato seis partidos fueron declarados como una victoria, dando dos puntos, sin serlo. Estas estadísticas se notan en el conteo de partidos ganados, empatados y perdidos, pero no en los goles a favor y en contra, ya que se mantuvieron como estaban.
En su calidad de equipo invitado, no se le acreditaron puntos ni partidos ganados o empatados a Santiago Wanderers.

### Clasificación
| Pos. | Equipo             | Pts. | PJ | G | E | P  | GF | GC | Dif. | Clasificación |
| ---- | ------------------ | ---- | -- | - | - | -- | -- | -- | ---- | ------------- |
| 1    | Colo-Colo (C)      | 21   | 12 | 9 | 3 | 0  | 47 | 20 | +27  | Campeón       |
| 2    | Magallanes         | 16   | 12 | 7 | 2 | 3  | 38 | 32 | +6   |               |
| 3    | Unión Española     | 16   | 12 | 8 | 0 | 4  | 22 | 21 | +1   |               |
| 4    | Santiago Morning   | 13   | 12 | 6 | 1 | 5  | 39 | 34 | +5   |               |
| 5    | Audax Italiano     | 12   | 12 | 5 | 2 | 5  | 33 | 35 | −2   |               |
| 6    | Badminton          | 6    | 12 | 2 | 2 | 8  | 31 | 49 | −18  |               |
| 7    | Santiago Wanderers | 0    | 12 | 0 | 0 | 12 | 18 | 37 | −19  | Invitado      |

 Fuente: RSSSF
|                   |
| Campeón Colo-Colo |
| 1.er título       |

## Estadísticas

### Goleadores

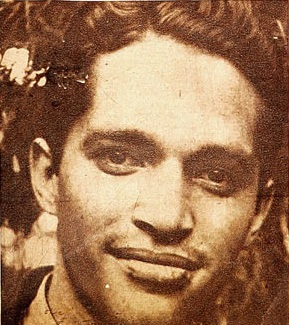
Hernán Bolaños, de Audax Italiano, goleador del campeonato con 16 goles.

| Pos. | Nombre         | Equipo         | Goles |
| ---- | -------------- | -------------- | ----- |
| 1    | Hernán Bolaños | Audax Italiano | 16    |